# Acoeler
Acoeler (Acoelomorpha) är en egen stam bland djuren. De fördes tidigare till plattmaskarna men anses nu tillhöra en egen stam och är de primitivaste av alla tvåsidiga djur.